# 1830 au royaume uni des Pays-Bas
Chronologie des Pays-Bas
- 1826
- 1827
- 1828
- 1829
- 1830
- 1831
- 1832
- 1833
- 1834

Cette page recense des événements qui se sont produits durant l'année 1830 du calendrier grégorien au royaume uni des Pays-Bas.

## Chronologie

### Février
- 9 février : fin de la guerre de Java dans les Indes orientales néerlandaises, victoire des forces armées du Royaume uni des Pays-Bas.

### Août
- 25 août : Insurrection d’août 1830 en Belgique, marquant le début de la révolution belge.

### Septembre
- 23 septembre : début des « Journées de septembre », combats menant à l'expulsion de l'armée du Royaume uni des Pays-Bas hors de Bruxelles.

### Octobre
- 3 octobre : le roi Guillaume 1er demande officiellement le secours armés des quatre états signataires du protocole de Londres du 21 juin 1814, à savoir l'Autriche, la Prusse, la Russie et le Royaume-Uni pour mater la révolution belge. Il n'en sera rien.
- 4 octobre : proclamation unilatérale de l'indépendance de la Belgique par le gouvernement provisoire belge, scindant les Pays-Bas méridionaux du royaume uni des Pays-Bas et marquant le début de la guerre belgo-néerlandaise
- 16 octobre : Annexion du grand-duché de Luxembourg par la Belgique[1], alors que celui-ci était considéré comme la dix-huitième province du royaume avec lequel il formait une union personnelle.
- 20 octobre : Arrêté royal de Guillaume Ier suspendant son autorité législative et exécutive en Belgique ainsi que la représentation des provinces belges aux États généraux du Royaume des Pays-Bas.

### Novembre
- 4 novembre : ouverture de la conférence de Londres au Foreign Office qui impose d'emblée un armistice aux deux belligérants de la guerre belgo-néerlandaise.
- 11 novembre : Siège de Venlo (1830) (nl) au nord de la province de Limbourg, lors duquel le général belge Nicolas Joseph Daine s'empare de la forteresse éponyme.

### Décembre
- 20 décembre : l’indépendance de la Belgique est reconnue sur la scène internationale par la conférence de Londres, à l'exception notable des Pays-Bas du roi Guillaume Ier.